# Uwe Witt (Politiker)

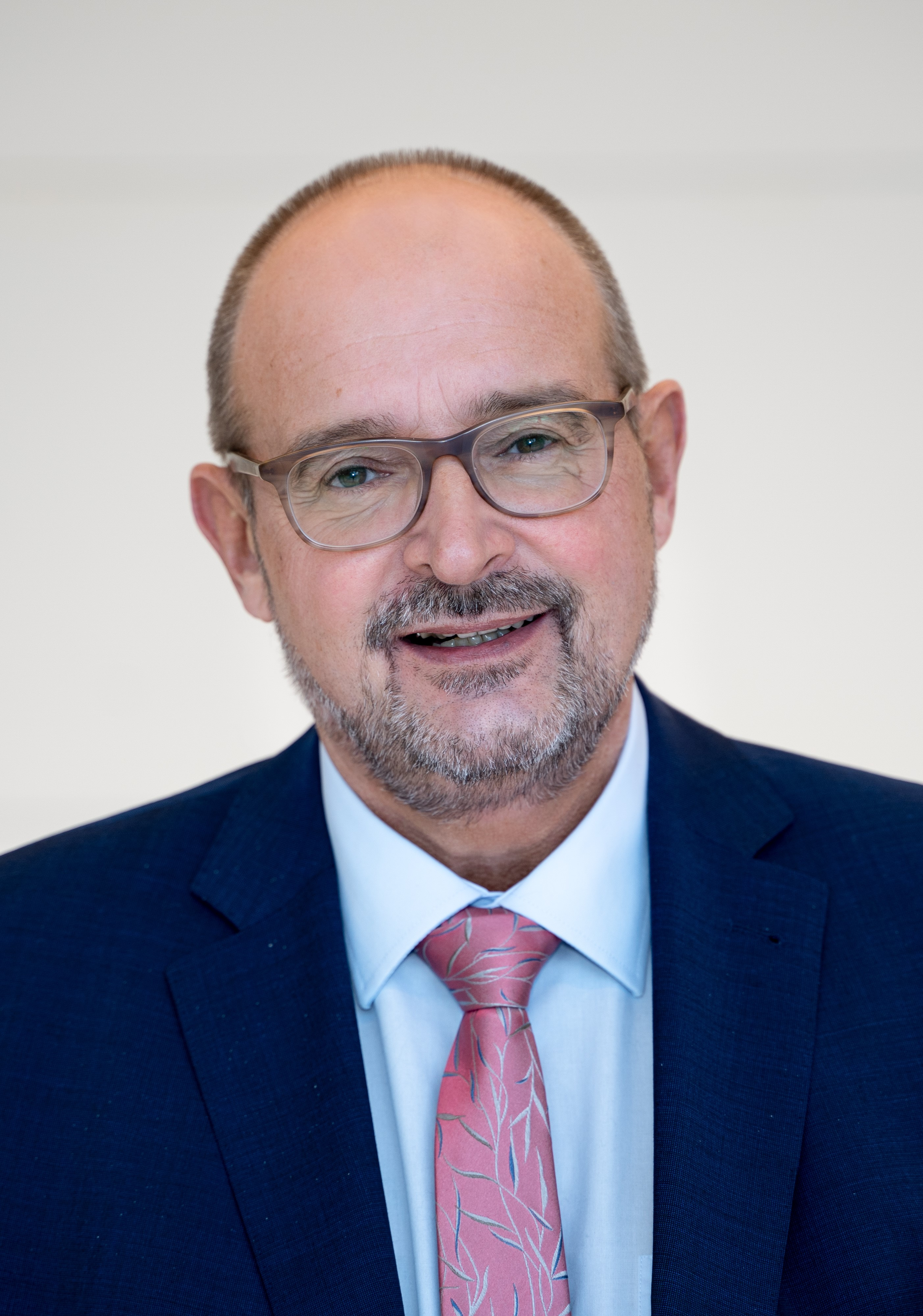
Uwe Witt, 2020

Uwe Witt (* 1. Oktober 1959 in Witten) ist ein deutscher Politiker (Bündnis Deutschland, zuvor AfD, Zentrum). Von 2017 bis 2025 war er Mitglied des Deutschen Bundestages, von 2017 bis Dezember 2021 als Mitglied der AfD-Fraktion, im Anschluss als fraktionsloser Abgeordneter.

## Ausbildung, Technikum, Beruf
Von 1977 bis 1980 absolvierte Witt eine Ausbildung zum Betriebsschlosser bei der Thyssen Stahl AG. Er arbeitete dort zunächst als Schlosser und Schleifer, später als Sachbearbeiter für Personalplanung für Arbeiter und als stellvertretender Abteilungsleiter für Personalplanung und -bemessung. Zwischen 1985 und 1989 absolvierte er ein berufsbegleitendes Studium zum staatlich geprüften Techniker in der Fachrichtung Maschinentechnik am Westfalen Technikum in Dortmund und ein Aufbaustudium zum Personal-Betriebswirt (IDB) sowie Weiterbildungskurse für verhaltensorientierte Prozessoptimierung an der Universität Dortmund und für Personal- und Sozialwesen an der Ruhr-Universität Bochum. Ab 1994 war Witt neun Jahre lang für die Zeschky Unternehmensgruppe als Personalleiter und später Mitglied der Geschäftsleitung tätig.

## Selbständigkeit als Unternehmer
Vor seinem Eintritt in die Politik war Witt mit drei Firmen als selbständiger Unternehmer tätig. Für eine davon, die Witt GmbH, musste er 2008 Insolvenz anmelden. Witt beabsichtigte, ein ehemaliges Hotel in Heiddorf (Mecklenburg-Vorpommern) in ein Wohn- und Therapiezentrum für behinderte Menschen umzubauen. Dabei geriet er laut eigener Darstellung in politische Ränkespiele, da eine derartige Einrichtung in dem Ort nicht erwünscht gewesen sei. Dies steht im Widerspruch zu Angaben des Bürgermeisters von Neu Kaliß, zu dem Heiddorf gehört, in der örtlichen Presse. Danach besaß Witt vor der Ersteigerung der Hotelimmobilie sehr wohl Kenntnis von der Veränderungssperre, die die Gemeinde verhängt hatte. Witt klagte vor dem Oberverwaltungsgericht erfolglos gegen die Sperre. Die Insolvenz selber war auf einen ungeklärten Dachstuhlbrand während des Hotelbetriebs zurückzuführen, dessen Schaden von der Versicherung nicht beglichen wurde. Witt betrieb mit einem Partner außerdem die Firma IPD GbR, in der bis zu 28 Vollzeitmitarbeiter mit Industriedienstleistungen beschäftigt waren. Des Weiteren war er Eigentümer der Unternehmensberatung W.I.T.T., deren Schwerpunkt die Beratung von gGmbHs war.
Viele Jahre engagierte sich Witt in karitativen Einrichtungen zur Unterstützung behinderter Menschen. Zwischen 1977 und 1992 war er Mitglied der IG Metall.

## Politik
Witt trat 2013 in die Alternative für Deutschland ein und war zunächst Schiedsrichter im Landesschiedsgericht der AfD Schleswig-Holstein. Nach dem Umzug nach Nordrhein-Westfalen wurde er im Juni 2014 als Beisitzer in den Vorstand des AfD-Kreisverbandes Ennepe-Ruhr gewählt. Parallel wurde er zum arbeits- und sozialpolitischen Sprecher im Landesverband NRW berufen. Zudem war er Leiter des Landes- und Bundesfachausschusses der Partei für Arbeit und Soziales sowie Mitglied der Bundesprogrammkommission.
Am 24. September 2017 zog Witt über einen Listenplatz von Nordrhein-Westfalen für die AfD als Abgeordneter in den 19. Deutschen Bundestag ein.
Witts Schwerpunkt ist die Arbeits- und Sozialpolitik. Er war ordentliches Mitglied und Obmann im Ausschuss für Arbeit und Soziales und gehörte zudem als ordentliches Mitglied dem Ausschuss für Gesundheit an. Zudem war er stellvertretendes Mitglied im Ausschuss für Tourismus sowie in der Enquete-Kommission „Berufliche Bildung“. Er sah sich als Teil des „linken Flügels“ der AfD. So erklärte er im Oktober 2017 zu den Ambitionen des Rechtsaußen Björn Höcke auf einen Posten als Parteivorstand, damit wäre für ihn „die Grenze des Erträglichen überschritten“. Im Juni 2018 äußerte er in einem Interview zum Thema „Zieht die AfD Antisemiten an?“ die Hoffnung auf ein zweites, erfolgreiches Parteiausschlussverfahren gegen den wegen Antisemitismus-Vorwürfen umstrittenen baden-württembergischen AfD-Landtagsabgeordneten Wolfgang Gedeon, obwohl der baden-württembergische Landesvorstand im Januar 2018 dem Vorgehen „keinerlei Erfolgsaussichten“ eingeräumt hatte. Witt selbst erklärte, er würde mit dem – nach internen Querelen aus der Landtagsfraktion ausgetretenen – Gedeon nicht gemeinsam auf Podiumsdiskussionen auftreten, und vertrat dabei die Meinung, „dass die Mehrheit der AfD-Mitglieder das ähnlich sieht“.
Am 8. November 2018 wurde er erstmals bei der Wahl der Kuratoriumsmitglieder der Stiftung Denkmal für die ermordeten Juden Europas mit der Mehrheit der Abgeordneten von SPD, Bündnis 90/Die Grünen, Die Linke und FDP im Bundestag abgelehnt. Witt hatte sich für dieses Amt beworben, weil der Holocaust nach seiner Ansicht das dunkelste Kapitel deutscher Geschichte ist und ihm das Holocaust-Denkmal in Berlin ein ganz persönliches Anliegen sei. Bei weiteren drei Wahlgängen wurde er von den anderen Parteien ebenfalls nicht gewählt. Auch sein daraus resultierender Antrag auf Mitgliedschaft im Förderkreis Denkmal für die ermordeten Juden Europas wurde abgelehnt. Seine Kandidatur für das Kuratorium der Bundesstiftung Magnus Hirschfeld scheiterte insgesamt 18 Mal, obwohl er nicht mit LGBTI-feindlichen Äußerungen aufgefallen war.
Er war einer der Sprecher der Alternativen Mitte (AM) innerhalb der AfD Nordrhein-Westfalen sowie in der Bundesarbeitsgruppe der AM und stand nach eigener Aussage für „konservativ-freiheitliche und patriotisch-bürgerliche Politik“. Dabei wurde Witt häufig als jemand eingeordnet, der, was seine politischen Ansichten angeht, auch als CSU-Mitglied durchgehen könnte. Aufgrund dieser Einstellungen geriet Witt immer wieder auch öffentlich in Auseinandersetzungen mit dem rechten Flügel der AfD. Als Verhandlungsführer der moderaten AfD-Mitglieder in der AM war sein Ziel, „den Einfluss des völkischen Flügels unter Björn Höcke in der AfD und Fraktion zu begrenzen“. Als Sprecher der AM von der FAZ zur umstrittenen „Vogelschiss-Äußerung“ des AfD-Fraktionsvorsitzenden Gauland interviewt, äußerte Witt deutliche Kritik an diesem und betonte: „Ich hatte das Bedürfnis, mich für Gauland zu entschuldigen!“. Die AM löste sich 2019 parallel zum Flügel auf.
Am 13. September 2019 sagte Witt im Deutschen Bundestag, die SPD gehöre „als Regierungspartei verboten“. Damit reagierte Witt auf eine Rede von Johannes Kahrs (SPD) am 11. September 2019, in der dieser gesagt hatte, die AfD gehöre verboten. Daraufhin gab es heftige Kritik aus mehreren Fraktionen hinsichtlich der Geschichte der deutschen Sozialdemokratie: 1933 war die SPD durch die Machthaber der NSDAP verboten worden.
Witt war in der 19. Wahlperiode arbeits- und sozialpolitischer Sprecher der AfD-Bundestagsfraktion und Obmann der AfD-Bundestagsfraktion im Ausschuss für Arbeit und Soziales des Deutschen Bundestages sowie behindertenpolitischer Sprecher der Fraktion.
Bei der Bundestagswahl 2021 gelang ihm der Wiedereinzug in den Bundestag als Spitzenkandidat über Listenplatz 1 in Schleswig-Holstein.
Im November 2021 sprach Witt sich dagegen aus, Matthias Helferich, dem umstrittene Äußerungen in älteren Chats vorgehalten wurden, in die neue AfD-Fraktion im Bundestag aufzunehmen. Tatsächlich blieb Helferich fraktionslos.
Ende Dezember 2021 trat er als Reaktion auf „Grenzüberschreitungen“ von Parteimitgliedern aus der AfD und ihrer Fraktion aus. Diesen Schritt begründete Witt gegenüber dem WDR damit, dass sich seine Hoffnung auf eine Professionalisierung der Partei, auch im Hinblick auf die Verhinderung radikaler, gar extrem rechter Personen, besonders in der Bundestagsfraktion, in der zweiten Legislaturperiode nicht erfüllt habe.
Von Januar bis August 2022 gehörte Witt der Deutschen Zentrumspartei an. Als Austrittsgrund nannte Witt den Eintritt Jörg Meuthens in die Zentrumspartei, der bei ihrer Wählergruppe auf Ablehnung stoße. In eine Zentrumspartei mit Meuthen wäre er, so Witt, auch niemals eingetreten, da „nicht nur programmatisch, sondern auch menschlich“ viele Dinge dagegensprächen. Es habe sich zudem auch gezeigt, dass die von Meuthen „bereits in der AfD praktizierte destruktive Vorgehensweise hier fortgesetzt werden sollte“.
Während der Haushaltsdebatte schilderte Witt am 7. September 2023 in einer Rede vor dem Deutschen Bundestag seine krankheitsbedingten schlechten Erfahrungen mit dem deutschen Gesundheitssystem im Rahmen von mehreren Klinik- und REHA-Aufenthalten sowie der Behandlung seiner Tumorerkrankung und nutzte diese als Grundlage für deutliche Kritik an den Reformplänen des Gesundheitsministers Karl Lauterbach. T-Online erläuterte in einem Artikel vom 21. Februar 2024, dass Witts Plenums-Fehlzeiten im Bundestag auf gesundheitliche Probleme zurückzuführen seien, er aber große Teile seiner Arbeit trotzdem ausübe.
Im Dezember 2024 meldete das Bündnis Deutschland, dass Witt eingetreten sei und die Partei im Bundestag vertrete.

## Alternative Vereinigung der Arbeitnehmer
Witt ist Gründer der Alternativen Vereinigung der Arbeitnehmer (AVA), die als eingetragener Verein (e. V.) organisiert ist. Witt wurde 2020 in der dritten Amtszeit in Folge als Bundesvorsitzender bestätigt. Die Vereinigung hatte zum Zeitpunkt von Witts Austritt aus der AfD weniger als 80 Mitglieder.
Die AVA positioniert sich politisch nach einem Bericht von Correctiv zufolge wie Witt eher links – im Gegensatz zur AidA (Arbeitnehmer in der AfD) und der, dem Bericht nach, noch weiter politisch rechts stehenden ALARM (Alternativer Arbeitnehmerverband Mitteldeutschland), Witt kritisierte die kurz zuvor von der IG Metall ausgehandelte Möglichkeit, die Wochenarbeitszeit vorübergehend auf 28 Stunden pro Woche zu verringern, da das für Betriebe „kaum machbar“ sei. Statt einer Erhöhung des Mindestlohns befürwortet er den Abbau von Subventionen, der auch im Wahlprogramm der AfD steht: „Wir wollen kleine und mittelständische Unternehmen wieder in die Lage versetzen[,] dauerhaft Gewinne zu machen, damit sie gute Löhne zahlen können.“
Im Jahre 2018 legte Witt mit der AVA ein eigenes Rentenkonzept vor.
Witt trat im Januar 2022 als Bundesvorsitzender der AVA zurück und erklärte gleichzeitig seinen Austritt.